# 白柳誠一
白柳 誠一（しらやなぎ せいいち、1928年6月17日 - 2009年12月30日 ）は、カトリック教会の司教、枢機卿。カトリック東京大司教および教区長を長くつとめた。

## 概説
東京都八王子市出身。洗礼名は「ペトロ」。1994年に日本人で4人目の枢機卿に親任された。濱尾文郎枢機卿の死去後、唯一の日本人枢機卿であった。世界宗教者平和会議日本委員会理事長、日本宗教連盟理事長などもつとめ、宗教対話や平和活動に熱心であった。

2009年12月30日午前6時45分、心筋梗塞により死去（帰天）。

## 略歴
- 1951年 上智大学哲学科卒業
- 1954年 上智大学神学科修了、司祭叙階
- 1960年 ウルバノ大学（ローマ）大学院教会法専攻修了、教会法学博士号取得
- 1966年 カトリック東京大司教区補佐司教
- 1969年 カトリック東京大司教区協働大司教
- 1970年 カトリック東京大司教区大司教（2000年6月まで）
- 1994年 ヨハネ・パウロ二世より枢機卿に親任される
- 2005年 枢機卿団の一員としてベネディクト16世選出のコンクラーヴェに参加